# 압힐라샤 바라크

압힐라샤 바라크는 하리아나주 출신의 인도 육군 장교이다. 그녀는 첸나이 장교 훈련 아카데미에서 훈련을 받았으며, 2022년 인도 육군 최초의 여성 전투 비행사가 된 것으로 유명하다. 그녀는 마하라슈트라주 나시크에 있는 전투 육군 항공 훈련학교에서 1년간의 훈련을 마쳤다.

## 어린 시절
바라크는 하리아나주에서 은퇴한 대령의 딸로 태어났다. 그녀는 2018년 9월 육군 방공군에 임관했다.